# مدل کسب‌وکار آبونمانی
مدلِ کسب‌وکارِ آبونمانی یا کسب‌وکارِ بر اساسِ حقِ عضویت یک مدل تجاری است که در آن مشتری برای ادامهٔ دسترسی به یک محصول باید در بازه‌های زمانیِ معین، یک قیمت تکراری را بپردازد. پیشگام استفاده از این مدلِ کسب‌وکار، ناشران کتاب و نشریات دوره‌ای در قرن هفدهم بودند و اکنون توسط بسیاری از کسب‌وکارها و وب سایت‌ها مورد استفاده قرار می‌گیرد.